# 23061 Блюгласс
23061 Блюгласс (23061 Blueglass) — астероїд головного поясу, відкритий 7 грудня 1999 року.
Тіссеранів параметр щодо Юпітера — 3,205.